# Oscarverleihung 1930 (November)

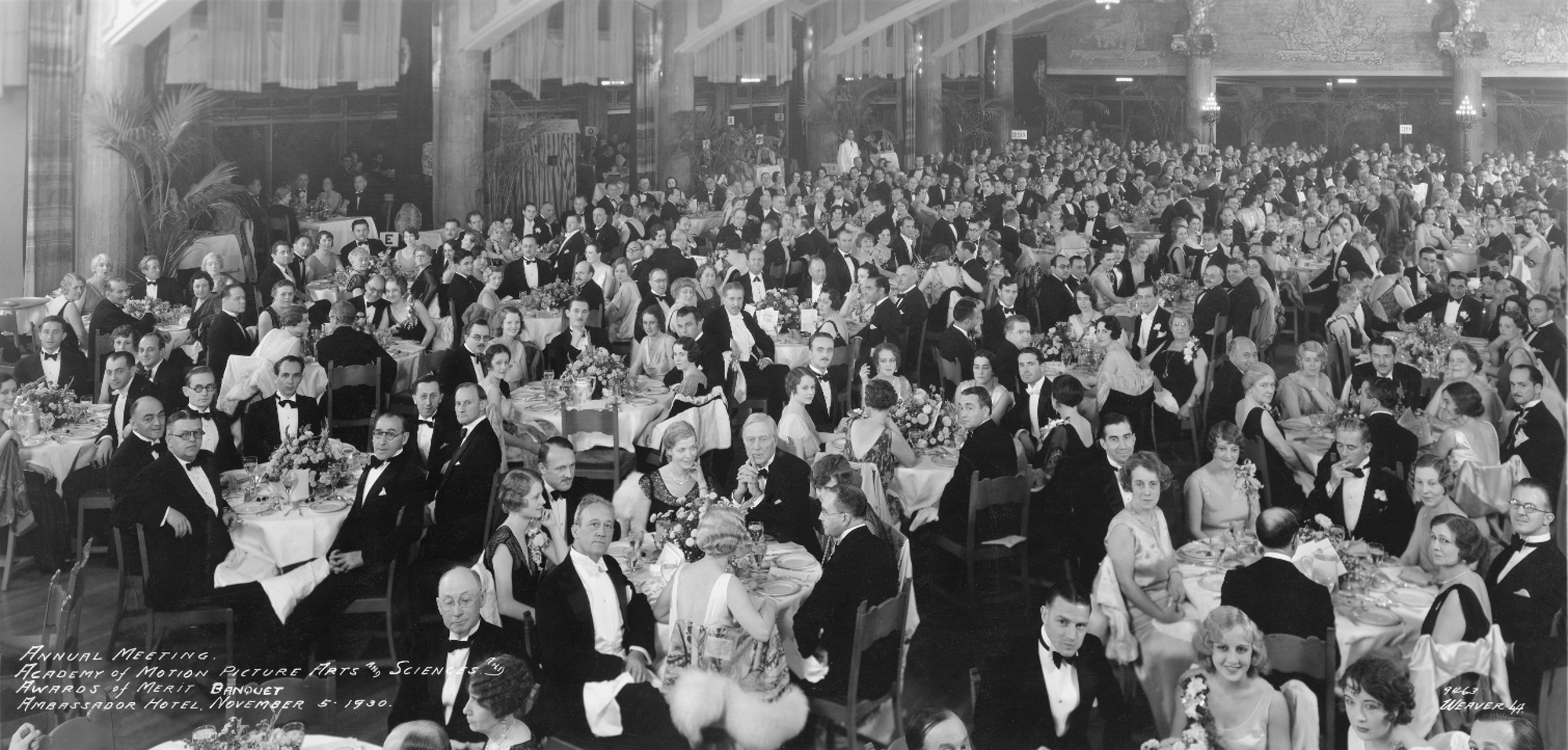
Bild der Oscarverleihung 1930

Die Oscarverleihung vom November 1930 fand am 5. November 1930 im Ambassador Hotel in Los Angeles statt. Es waren die 3rd Annual Academy Awards. Ausgezeichnet wurden Filme aus der Zeit zwischen dem 1. August 1929 und dem 31. Juli 1930. Sowohl die zweite wie auch die dritte Verleihung fand im Jahr 1930 statt. Diese Kompensation ermöglichte es, bei zukünftigen Verleihungen die Filme aus dem vorherigen Kalenderjahr auszuzeichnen.
Erstmals wurde ein Oscar in der Kategorie „Bester Ton“ (Best Sound Recording) verliehen.
| Film                   | N | A |
| ---------------------- | - | - |
| Liebesparade           | 6 | 0 |
| Die Frau für alle      | 4 | 1 |
| Hölle hinter Gittern   | 4 | 2 |
| Im Westen nichts Neues | 4 | 2 |
| Anna Christie          | 3 | 0 |
| Disraeli               | 3 | 1 |
| Bulldog Drummond       | 2 | 0 |
| Romanze                | 2 | 0 |

## Moderation
Conrad Nagel

## Gewinner und Nominierte
Anmerkung: Gemäß den Statuten der Academy konnten Schauspieler für einen oder mehrere Filme nominiert werden. Im Fall von George Arliss und Norma Shearer wurde der Oscar dann allerdings nur für den Film Disraeli bzw. Die Frau für alle verliehen.

### Bester Film
Im Westen nichts Neues (All Quiet on the Western Front) – Carl Laemmle
Disraeli – Jack L. Warner
Die Frau für alle (The Divorcee) – Robert Z. Leonard
Hölle hinter Gittern (The Big House) – Irving Thalberg
Liebesparade (The Love Parade) – Ernst Lubitsch

### Beste Regie
Lewis Milestone – Im Westen nichts Neues (All Quiet on the Western Front)
Clarence Brown – Anna Christie und Romanze (Romance)
Robert Z. Leonard – Die Frau für alle (The Divorcee)
Ernst Lubitsch – Liebesparade (The Love Parade)
King Vidor – Hallelujah

### Bester Hauptdarsteller
George Arliss – Disraeli
George Arliss – The Green Goddess
Wallace Beery – Hölle hinter Gittern (The Big House)
Maurice Chevalier – The Big Pond und Liebesparade (The Love Parade)
Ronald Colman – Bulldog Drummond und Flucht von der Teufelsinsel (Condemned)
Lawrence Tibbett – Banditenlied (The Rogue Song)

### Beste Hauptdarstellerin
Norma Shearer – Die Frau für alle (The Divorcee)
Nancy Carroll – The Devil’s Holiday
Ruth Chatterton – Wiegenlied (Sarah and Son)
Greta Garbo – Anna Christie und Romanze (Romance)
Norma Shearer – Their Own Desire
Gloria Swanson – The Trespasser

### Bestes Drehbuch
Frances Marion – Hölle hinter Gittern (The Big House)
George Abbott, Maxwell Anderson, Del Andrews – Im Westen nichts Neues (All Quiet on the Western Front)
Howard Estabrook – Street of Chance
Julien Josephson – Disraeli
John Meehan – Die Frau für alle (The Divorcee)

### Beste Kamera
Joseph T. Rucker, Willard Van der Veer – Mit Byrd zum Südpol (With Byrd at the South Pole)
William H. Daniels – Anna Christie
Arthur Edeson – Im Westen nichts Neues (All Quiet on the Western Front)
Tony Gaudio, Harry Perry – Höllenflieger (Hell’s Angels)
Victor Milner – Liebesparade (The Love Parade)

### Bestes Szenenbild
Herman Rosse – Der Jazzkönig (King of Jazz)
Hans Dreier – Liebesparade (The Love Parade)
Hans Dreier – Der König der Vagabunden (The Vagabond King)
William Cameron Menzies – Bulldog Drummond
Jack Okey – Cilly (Sally)

### Bester Ton
Douglas Shearer – Hölle hinter Gittern (The Big House)
George Groves – The Song of the Flame
Franklin Hansen – Liebesparade (The Love Parade)
Oscar Lagerstrom – Raffles
John E. Tribby – Sergeant Grischa (The Case of Sergeant Grischa)